# Den förlorade sonen (film, 1920)
Den förlorade sonen är en amerikansk film från 1920, regisserad av Alfred E Green.  Filmen är inspelad på Iverson Ranch, Chatsworth, Los Angeles.

## Rollista
- Jack Pickford - barnet
- Marie Dunn - Estella
- James Neill - Herr Urique
- Edythe Chapman - Fru Urique
- Sidney Ainsworth - Thacker
- Manuel R Ojeda - sekreterare